# Tossal de Cambrils
El Tossal de Cambrils és una muntanya de 1.802 metres que es troba al municipi d'Odèn, a la comarca del Solsonès.
Al cim s'hi pot trobar un vèrtex geodèsic (referència 271089001).